# Museo degli strumenti musicali (Milano)
Il Museo degli strumenti musicali di Milano, ospitato nelle sale del castello sforzesco, espone una ricca e variegata collezione di strumenti musicali a partire dal XV secolo a.C. fino al XX secolo. 

## Storia
Il museo nacque nel 1958 grazie all'acquisto, da parte dell'Amministrazione comunale di allora, della collezione di strumenti appartenuta al maestro cremasco Natale Gallini, che venne unita ad alcuni piccoli nuclei già appartenenti al Comune. Inizialmente gli strumenti furono collocati presso Palazzo Morando, sede del Museo di Milano, ma la sede risultò presto insufficiente per la grande raccolta, ampliata nuovamente nel 1963 dal maestro Gallini, che fu quindi spostata definitivamente al primo piano della rocchetta nel Castello Sforzesco, in un allestimento curato dallo Studio BBPR.
Si compone di cinque sale, dalla 34 alla 38, dove sono esposti strumenti ad arco, a pizzico, a fiato e a tastiera. Un piccolo nucleo di strumenti extraeuropei provenienti da Africa, Cina, Giappone, Australia, completa la raccolta. Sono state praticate anche analisi tecnico-scientifiche degli strumenti, riportate nei pannelli a muro disposti vicino alle opere. 
Ricco di oltre 700 strumenti musicali europei di diverse tipologie, il Civico Museo degli Strumenti Musicali è la riprova dell'attenzione della città verso il collezionismo di oggetti d'arte. In questo modo si è inoltre consentito di mantenere sul territorio importanti strumenti musicali italiani antichi, evitandone la diaspora verso importanti musei stranieri (Bruxelles e Lipsia su tutti) come accadde alla collezione Arrigoni, presentata all'esposizione musicale di Milano del 1881 e venduta dopo pochi anni interamente a Parigi. 

### La collezione Monzino
La collezione del museo si ampliò nuovamente nel 2000 grazie alla donazione di Antonio Monzino: la raccolta di famiglia, liutai milanesi (1700- 1900). Questa raccolta è composta per lo più da strumenti a corda e ad arco. La maggior parte degli strumenti è di produzione propria e cinque pezzi in particolare risalgono all'epoca barocca. Curiosità della collezione sono la chitarra-arpa e il terzetto da esposizione (chitarra con due mandolini affiancati, costruiti più per far risaltare l'abilità del liutaio che per essere suonati). L'esposizione si apre proprio con questa collezione, dislocata in due sale (34, 35): una dedicata alla visione degli strumenti e l'altra dedicata alla didattica, ovvero alla illustrazione della produzione di uno strumento ad arco, presentando anche i materiali utilizzati. L'esposizione di strumenti musicali del Castello Sforzesco è sempre rimasta nella città nella quale è nata e cresciuta, questo è segno di grande sensibilità e rispetto per le opere stesse.

## Collezione

### Strumenti extraeuropei

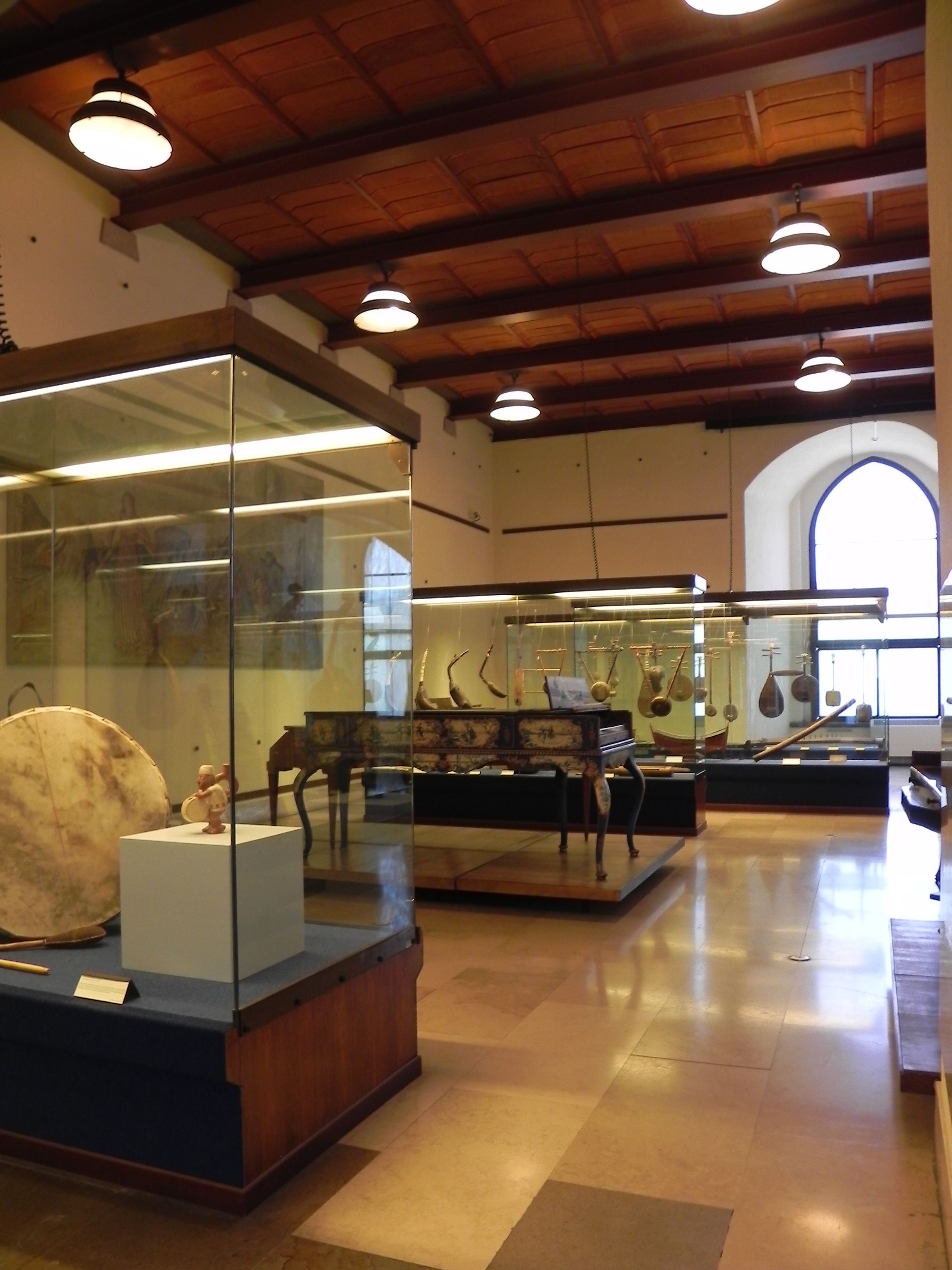
Esposizione di strumenti extraeuropei

L'esposizione è organizzata per tipologie e proseguendo (36) si trovano strumenti europei ad arco, a pizzico e a fiato dal Cinquecento al Novecento; strumenti extraeuropei provenienti da Africa, Cina, Giappone e Australia.
Molte opere sono realizzate con materiali naturali, anche di origine naturale: pelle di serpente, zanne di elefante, gusci di tartaruga.
Uno strumento degno di nota è il Didgeridoo, usato dagli aborigeni australiani; è decorato con disegni geometrici incisi usando un'unghia di canguro su legno bruciato superficialmente.

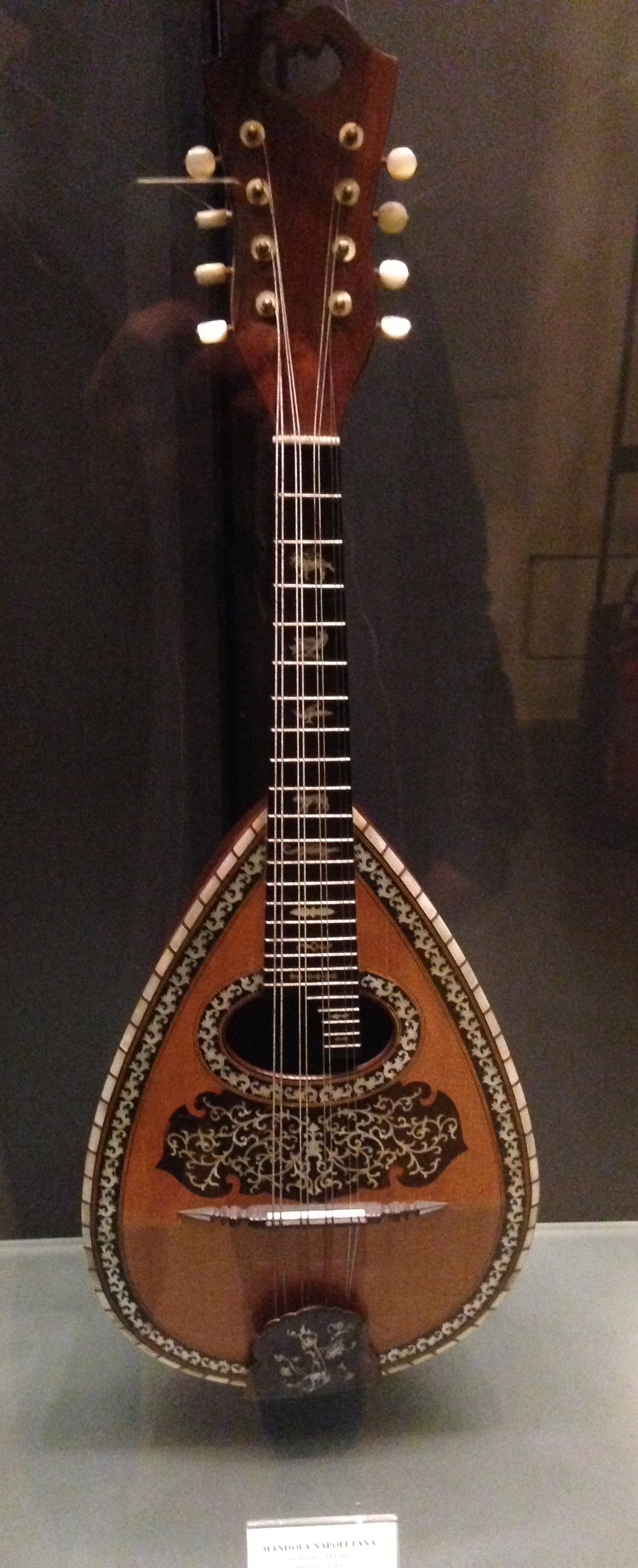
Mandola Napoletana di Gennaro Marino, 1906.

### Mandolini
Il gruppo di Mandolini esposto è formato da 48 esemplari.
I mandolini di origine milanese sono 16.
Diffusi soprattutto tra il Settecento e l'Ottocento, questi strumenti sono sopravvissuti, se pur con alcune modifiche, nel tempo fino ad oggi.
Il mandolino milanese di maggiore importanza esposto al Castello è sicuramente quello di Giuseppe e Carlo Fixer (1759). I fratelli furono tra i più grandi liutai del loro periodo ed apportarono diverse modifiche al mandolino classico: aumentarono lo spazio di adesione del ponticello e rinforzarono la struttura sostituendo le corde di budello.
Il mandolino genovese è rappresentato da un unico esemplare.
I mandolini Bresciani sono quattro, di cui uno a ordini doppi.

### Violini
Tra i violini esposti quello più importante è il violino cremonese del 1650 circa, probabilmente creato da Andrea Guarneri. Il violino ha subito variazioni per adattarsi alle esigenze dei musicisti, ma, oltre al valore storico ed estetico, è molto apprezzato per le caratteristiche sonore eccezionali. Prestato per essere suonato in diverse occasioni dopo l'ultimo restauro del 1989.

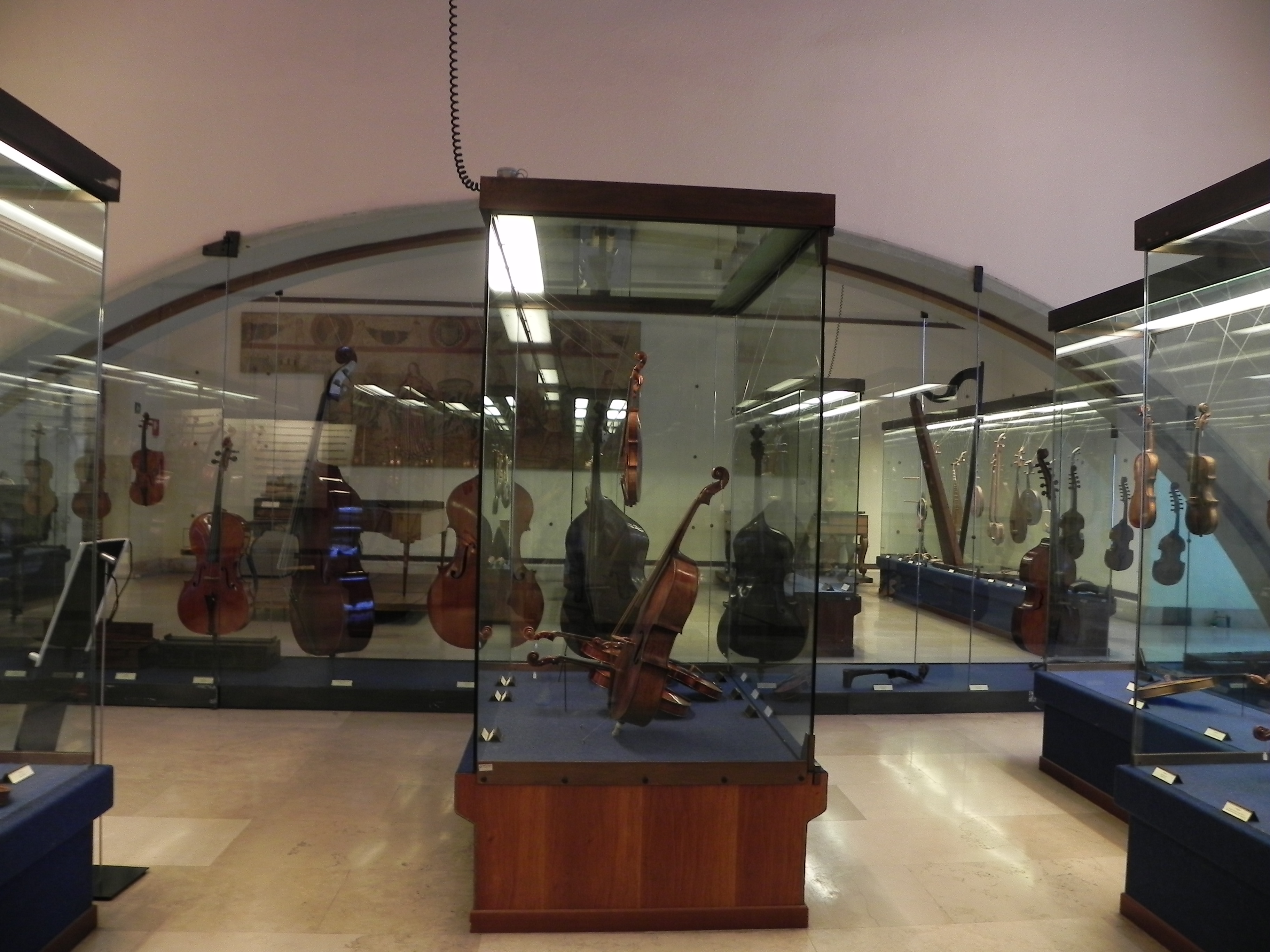
Esposizione di viole e violini

### Viole
La viola di Giovanni Grancino (1662) è uno strumento di grande interesse estetico. Infatti la sua forma ed i suoi dettagli non sono tipici del suo tempo.
Questo strumento non subì i cambiamenti richiesti dall'evolversi delle esigenze musicali e del gusto, conservando la sua bellezza e la fama del suo autore. Lo strumento, come altre opere di questa sezione del museo, viene ancor oggi usato in concerti di rilevante importanza.

### Chitarre

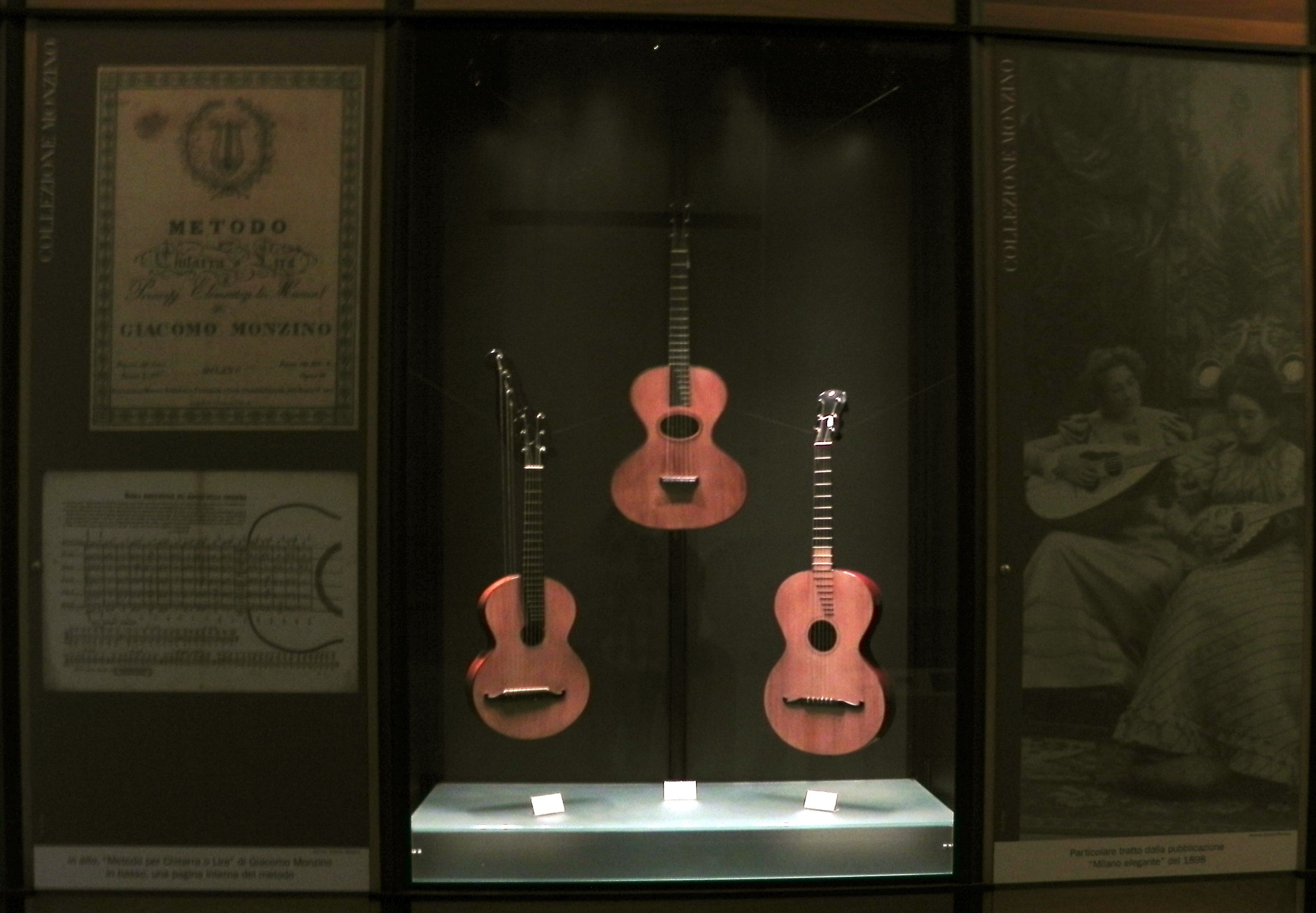
Collezione Monzino - chitarre

Il gruppo di chitarre raccolte è formato in tutto da 20 strumenti, due in particolare del periodo barocco mentre vi sono 9 chitarre a sei corde.
La collezione presenta anche 5 chitarre battenti, in particolare spicca tra le altre la chitarra battente di Mango Longo del Seicento, che colpisce per la raffinatezza dei dettagli e la cura nella realizzazione. 
Molti dettagli non sono originali e, come molti strumenti antichi, venne modificata da chitarra battente a chitarra barocca per soddisfare le mutevoli necessità del tempo e dei musicisti.

### Strumenti a fiato
Tra gli strumenti a fiato, i più rilevanti sono l'oboe d'avorio di Anciuti del 1722, conservato in perfetto stato e di importanza mondiale per perfezione e rarità, il flauto dolce tenore di Bressan (1663-1731) che, malgrado i danni subiti nel tempo, raggiunge ancora eccezionali qualità timbriche, e due corni da orchestra viennesi del 1712, riconosciuti come i più antichi del mondo.

### Studio di fonologia musicale di Milano della RAI

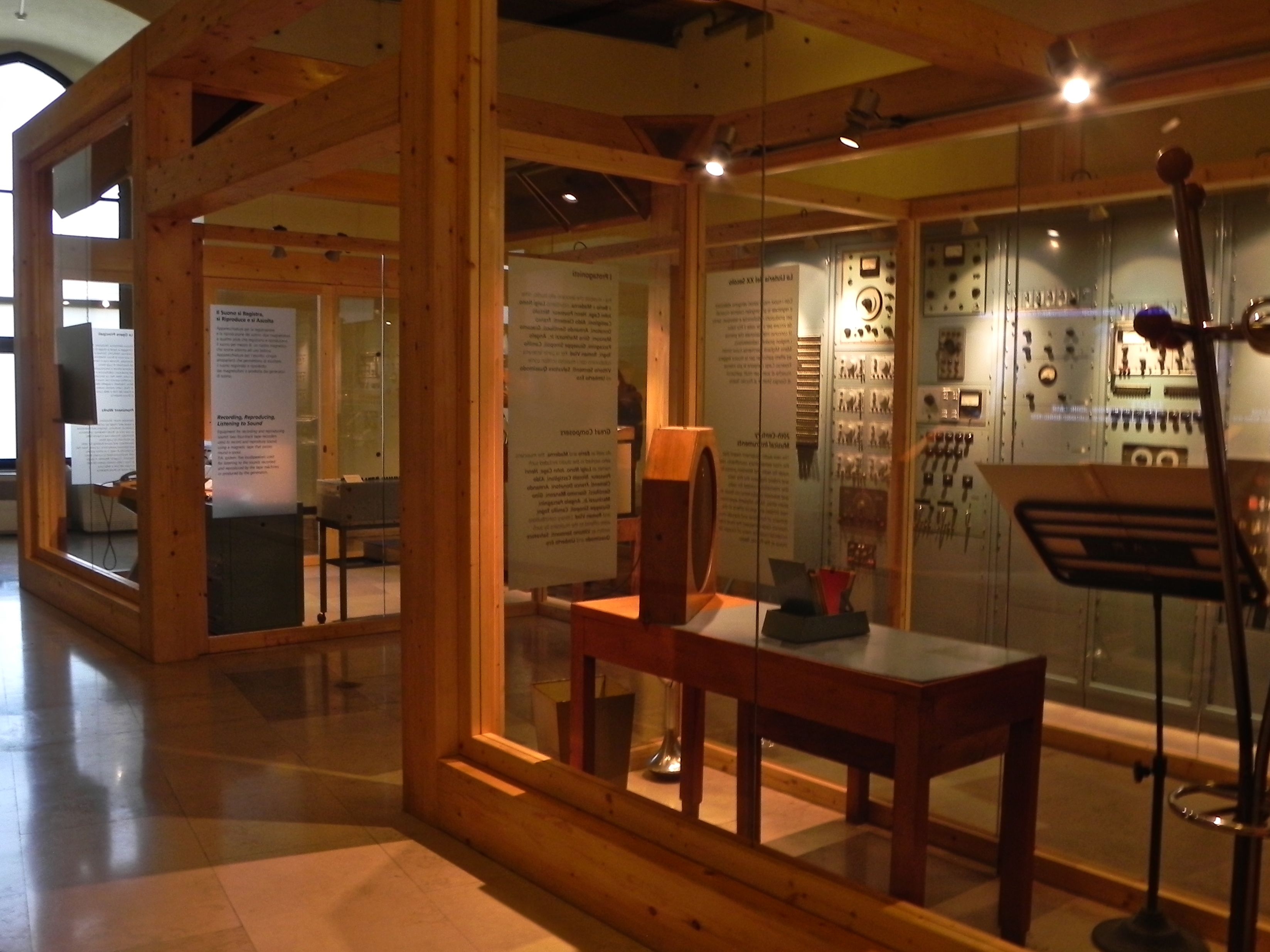
Studio di fonologia con arredi originali di Giò Ponti

Dopo la seconda guerra mondiale fu necessario rialzare lo scenario culturale di Milano e dopo molte iniziative nel 1955 nacque lo studio di fonologia musicale della RAI progettato da Lietti, ad opera dei musicisti Berio e Maderna. Il salto di qualità avvenne con la costruzione dei 9 oscillatori, che con la voce di Cathy Berberian, divennero 10. Lo scopo è quello di creare la prima musica elettronica e la messa in onda di commenti e musica tramite la radio.
L'ambiente attuale è stato realizzato dall'architetto Michele De Lucchi sulla base di fotografie e filmati successivi al 1968 e comprende, oltre alle apparecchiature tecniche, gli arredi originali disegnati da Giò Ponti. Nella sala sono esposte apparecchiature per la generazione del suono, per la trasformazione e la combinazione, per la registrazione e la produzione e apparecchiature per l'ascolto.

### Strumenti a tastiera
Tra tutti i clavicembali, i virginali, le spinette, gli organi e i pianoforti, meritano attenzione particolare il virginale doppio di Ruckers del Seicento, strumento della famiglia mother and child, ovvero contiene al suo interno un virginale più piccolo (ma è degno di nota anche il dipinto di una scena musicale all'interno del coperchio), il clavicembalo veneziano della fine del Cinquecento, la cui struttura originale, pur avendo subito modifiche, non è stata molto compromessa e costituisce una preziosa testimonianza della scuola italiana del Cinquecento; il clavicembalo di Taskin del 1788, strumento costruito da uno dei più grandi maestri della scuola parigina, appartenente all'ultima generazione di cembali succeduti dall'avvento del pianoforte..

### La Sala della Balla
La Sala della Balla è situata al primo piano della Rocchetta del castello. Sappiamo che già dalla fine del 1400, un documento parla di una sala del castello che veniva utilizzata come sala per gli eventi più importanti: feste e ricevimenti, balli e giochi come quello della "Balla". Luca Beltrami, alla fine dell'800, identificò erroneamente questa sala con quella descritta nel documento quattrocentesco. Recenti studi più accurati identificano la sala dedicata alle feste nella zona del cortile ducale, dove ora si trova il Museo dei mobili. Questa sala soprannominata della balla in realtà era invece adibita a deposito delle granaglie e delle farine di tutto il castello: questo spiega anche le grandi dimensioni. 
L'allestimento oggi visibile è quello proposto dallo studio BBPR all'inizio degli anni settanta: nell'ala destra, si trova l'esposizione degli strumenti a tastiera e parte del Museo degli strumenti musicali. Nell'ala sinistra, a partire dagli anni '80, furono allestiti degli Arazzi dei Mesi tessuti su cartoni di Bramantino, detti Arazzi Trivulzio, dal nome del committente. 

## Galleria d'immagini

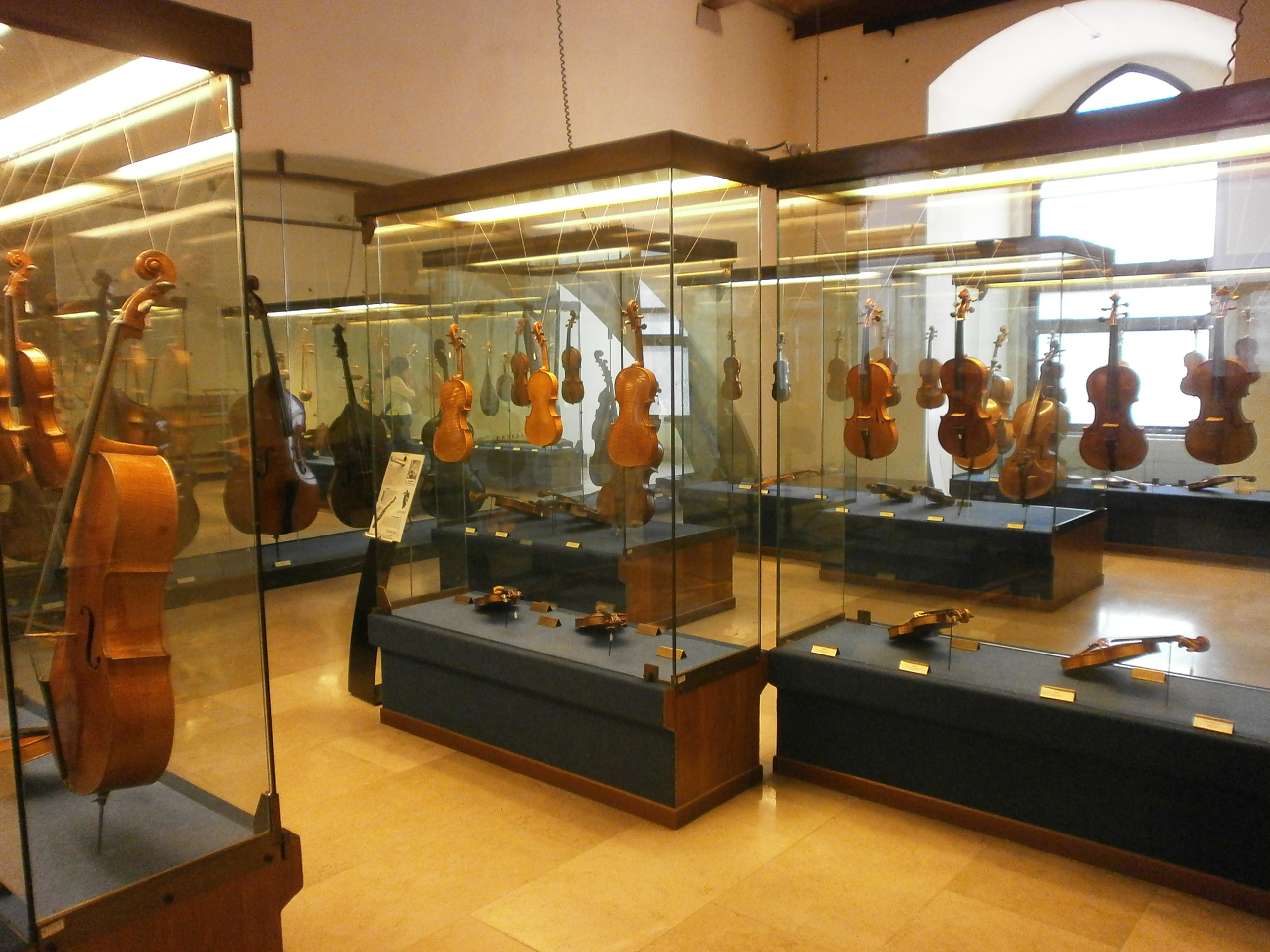
Una sala del museo
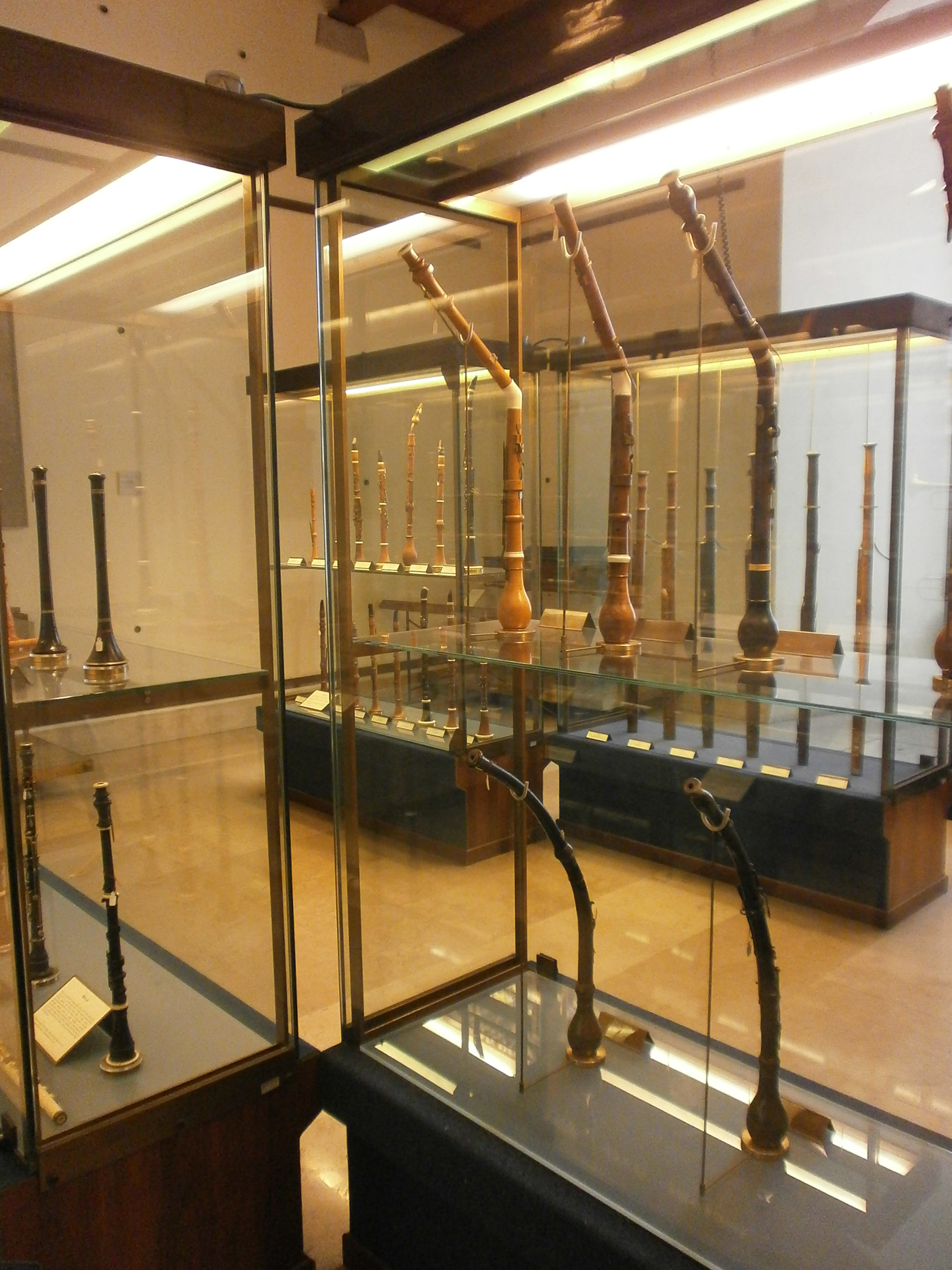
Sala degli strumenti a fiato
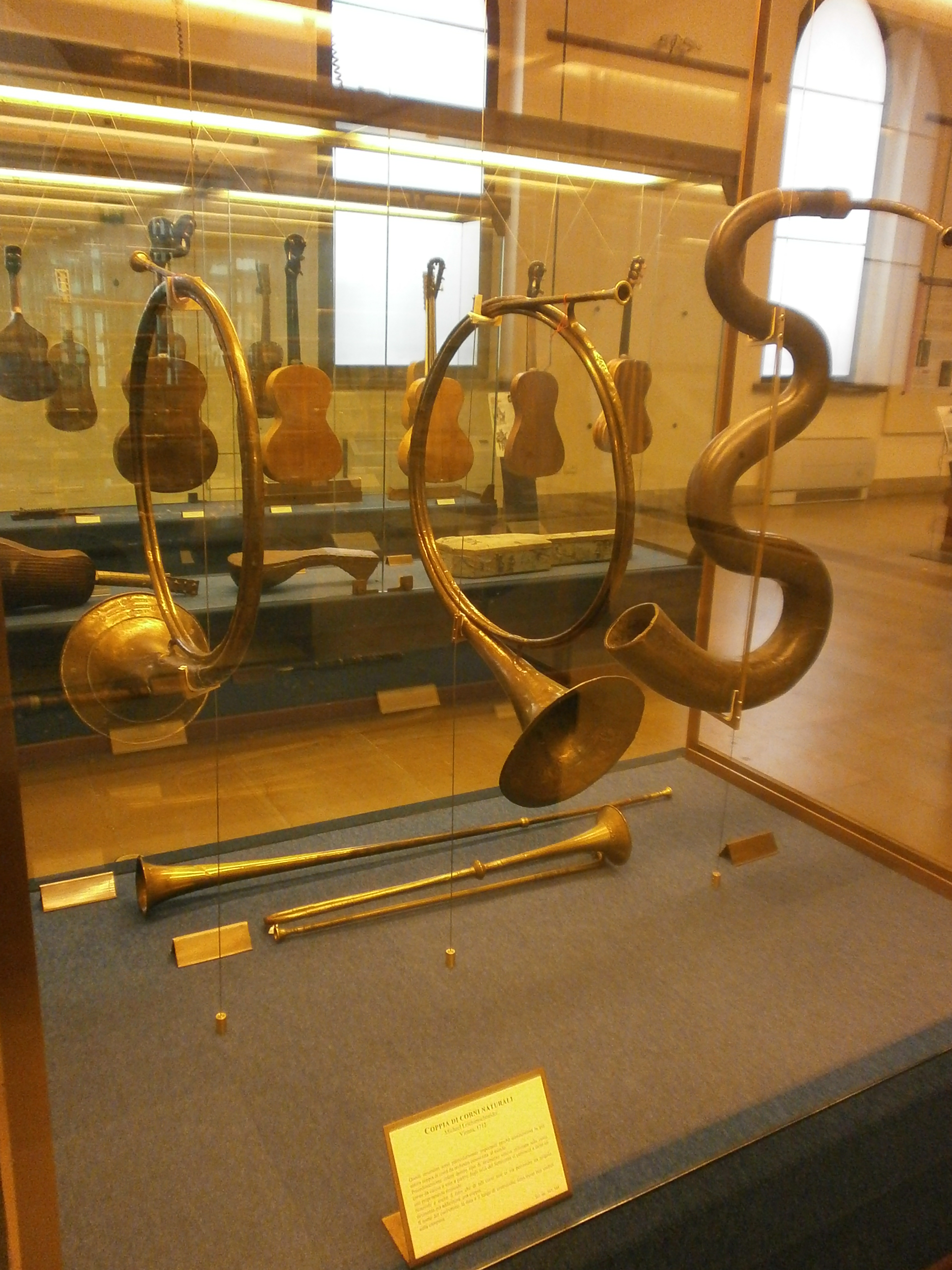
Coppia di corni naturali, Michael Leichamschneider, Vienna 1712 circa
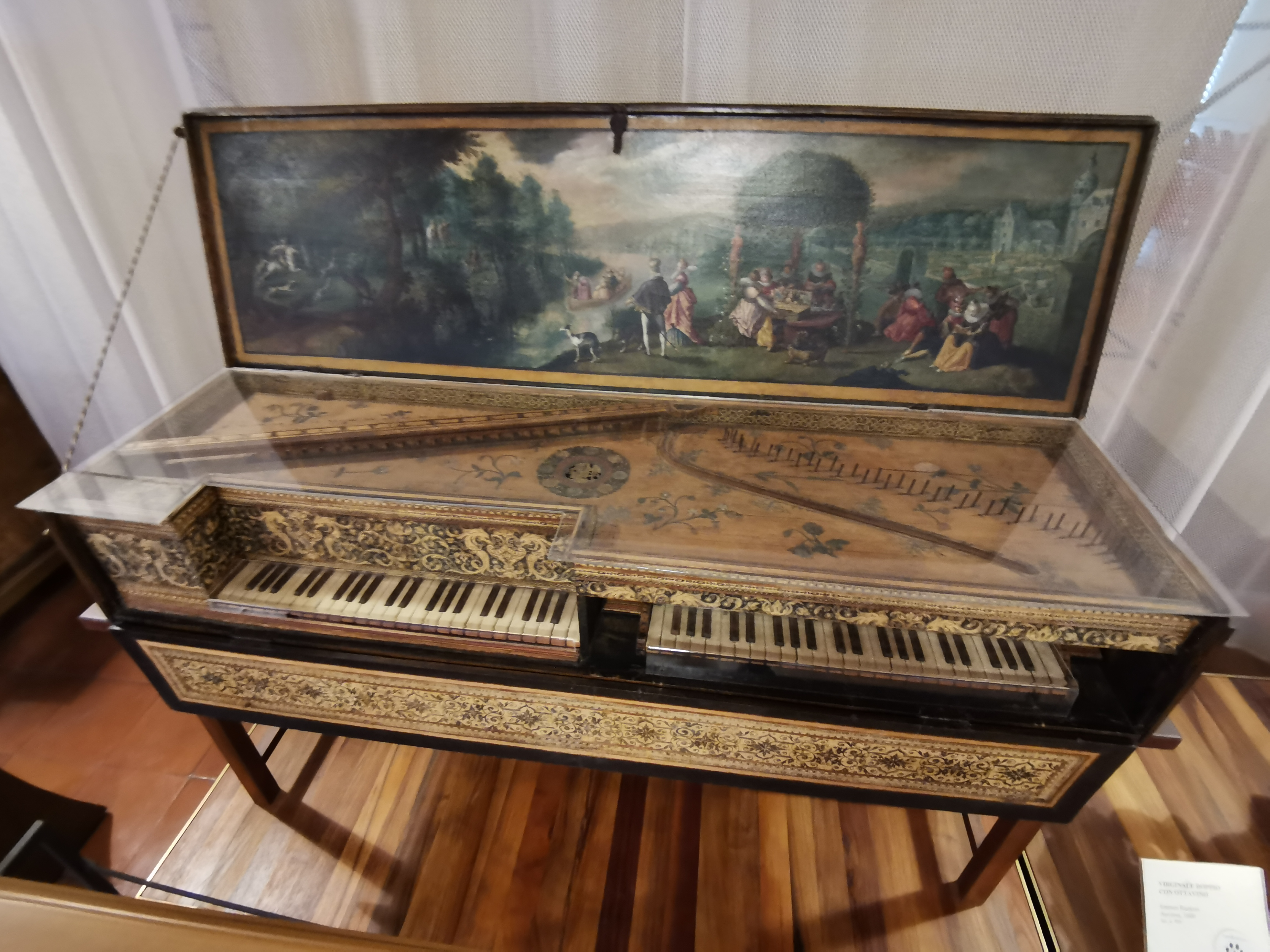
Virginale doppio (con ottavino), Ioannes Ruckers, Anversa 1600 circa
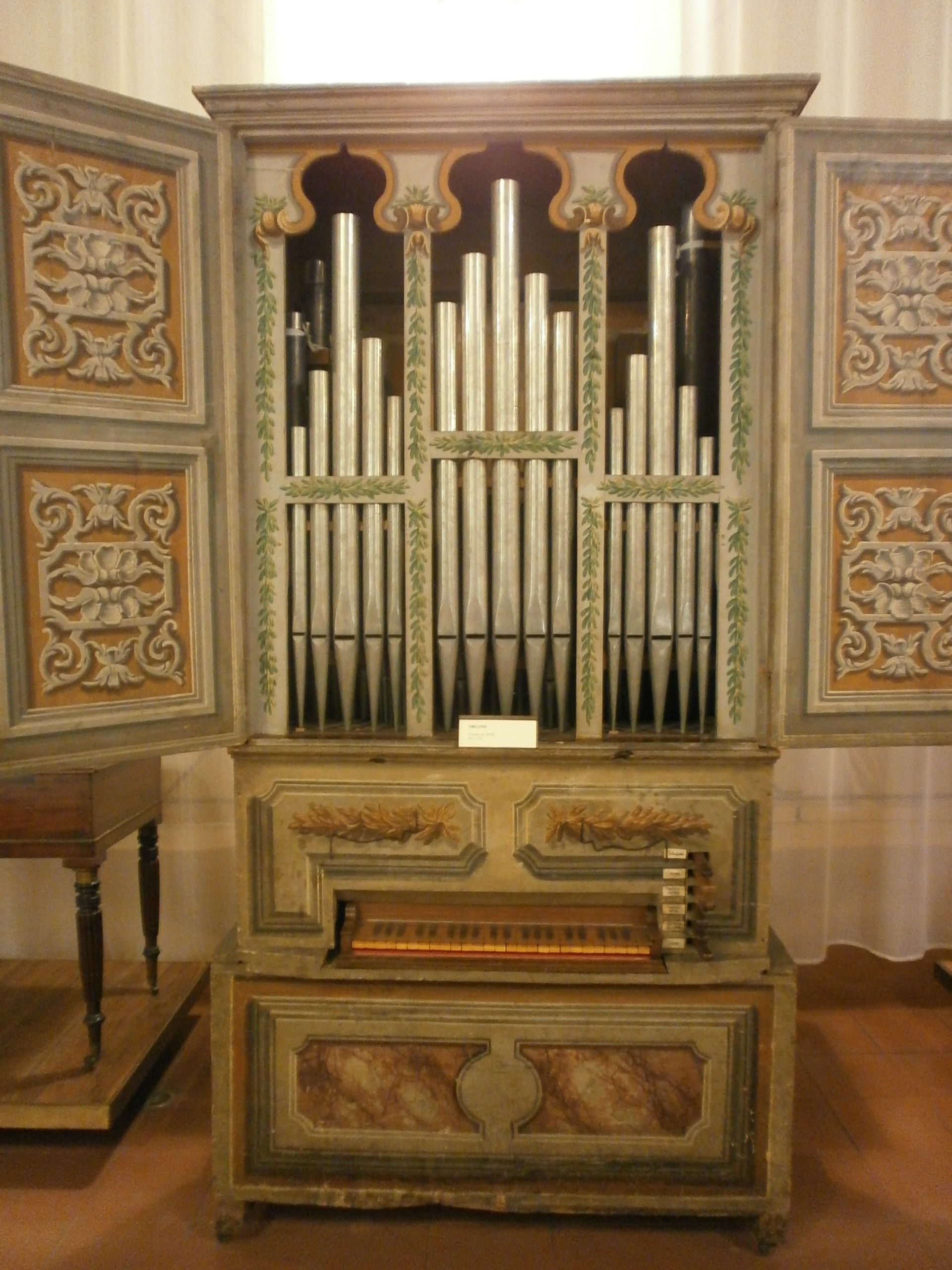
Organo, Toscana XVIII sec.
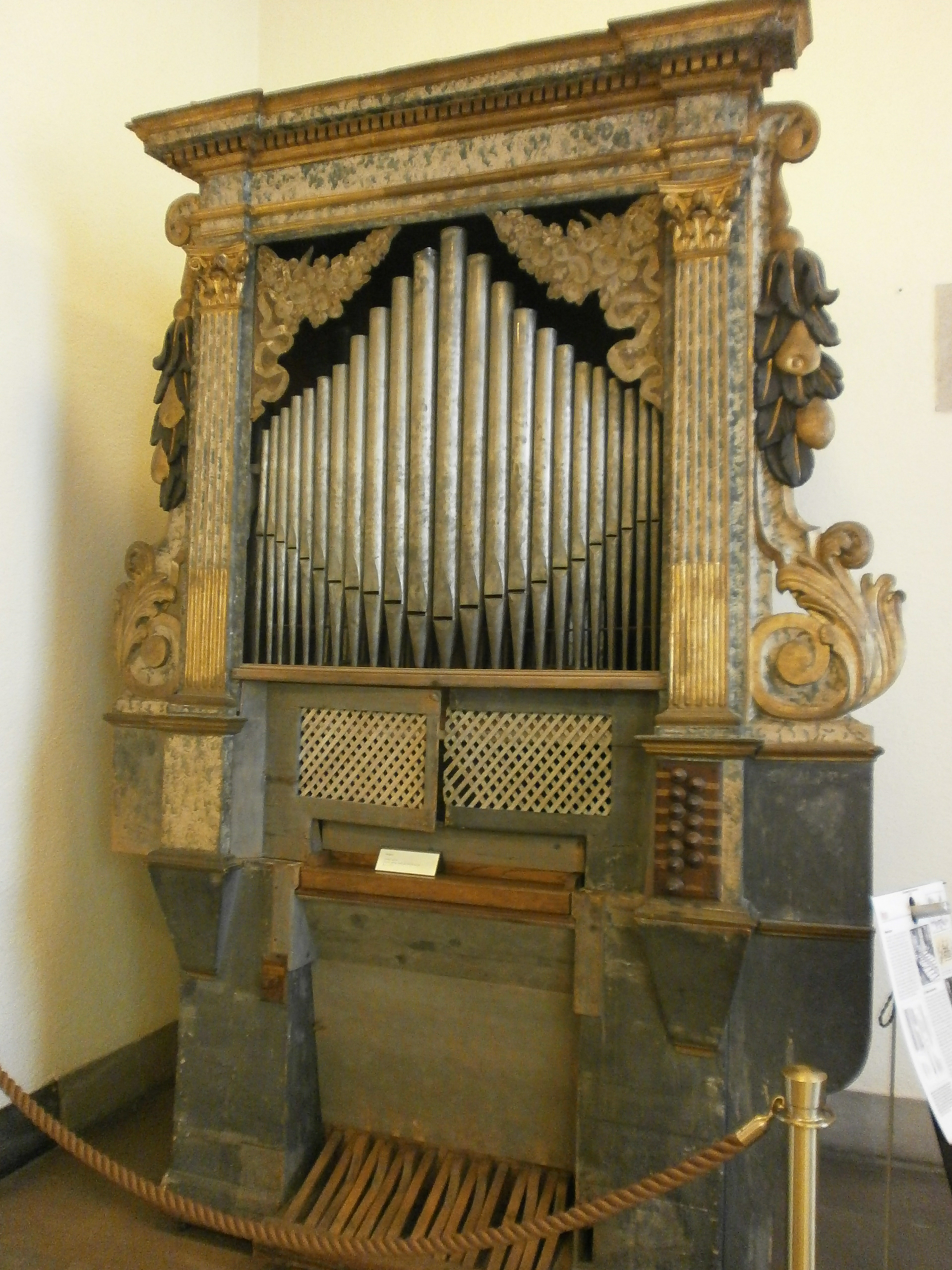
Organo, Emilia, autore ignoto, prima metà del XVIII sec.
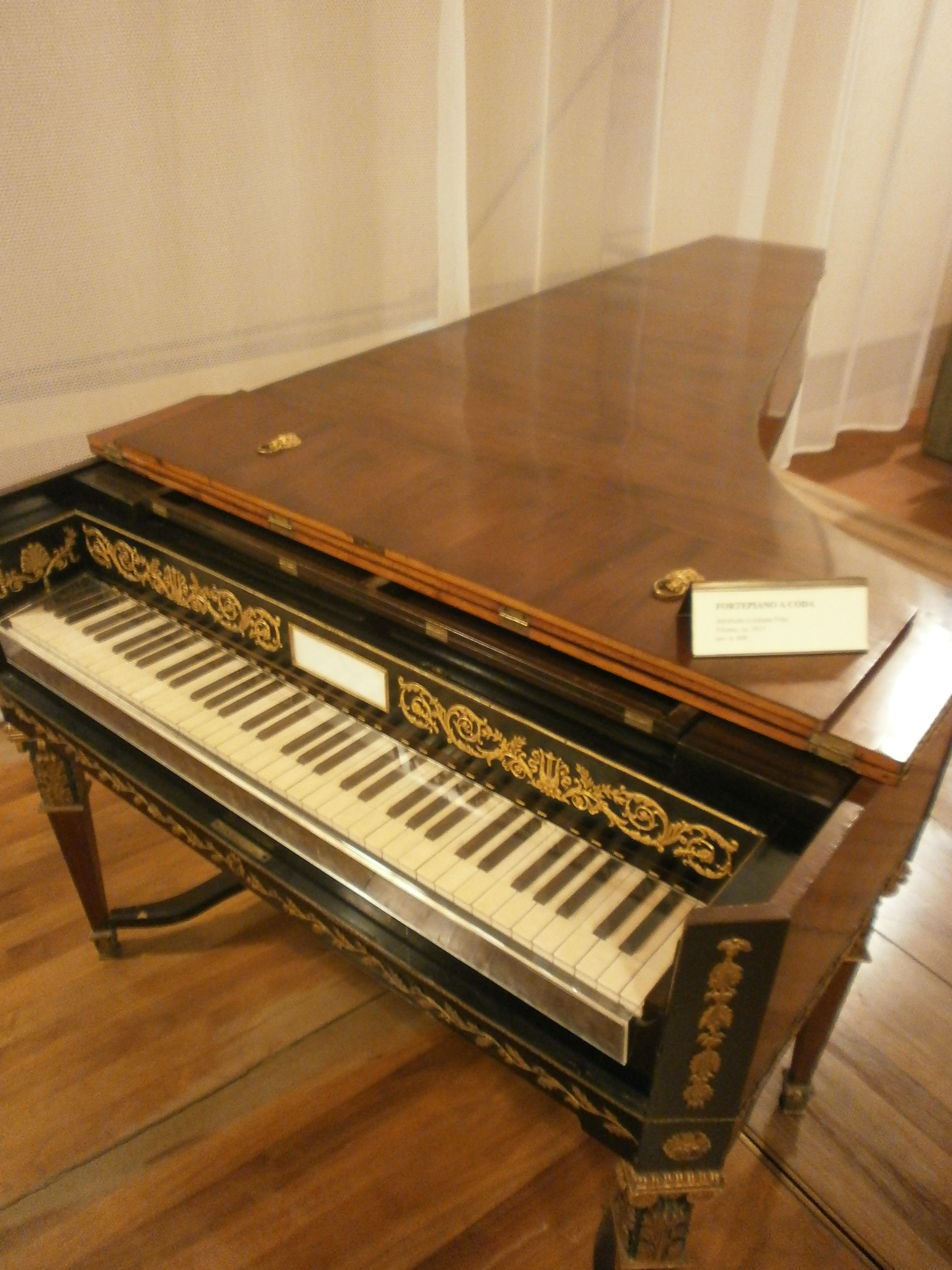
Fortepiano a coda attribuito a Johann Fritz, Vienna 1815 circa
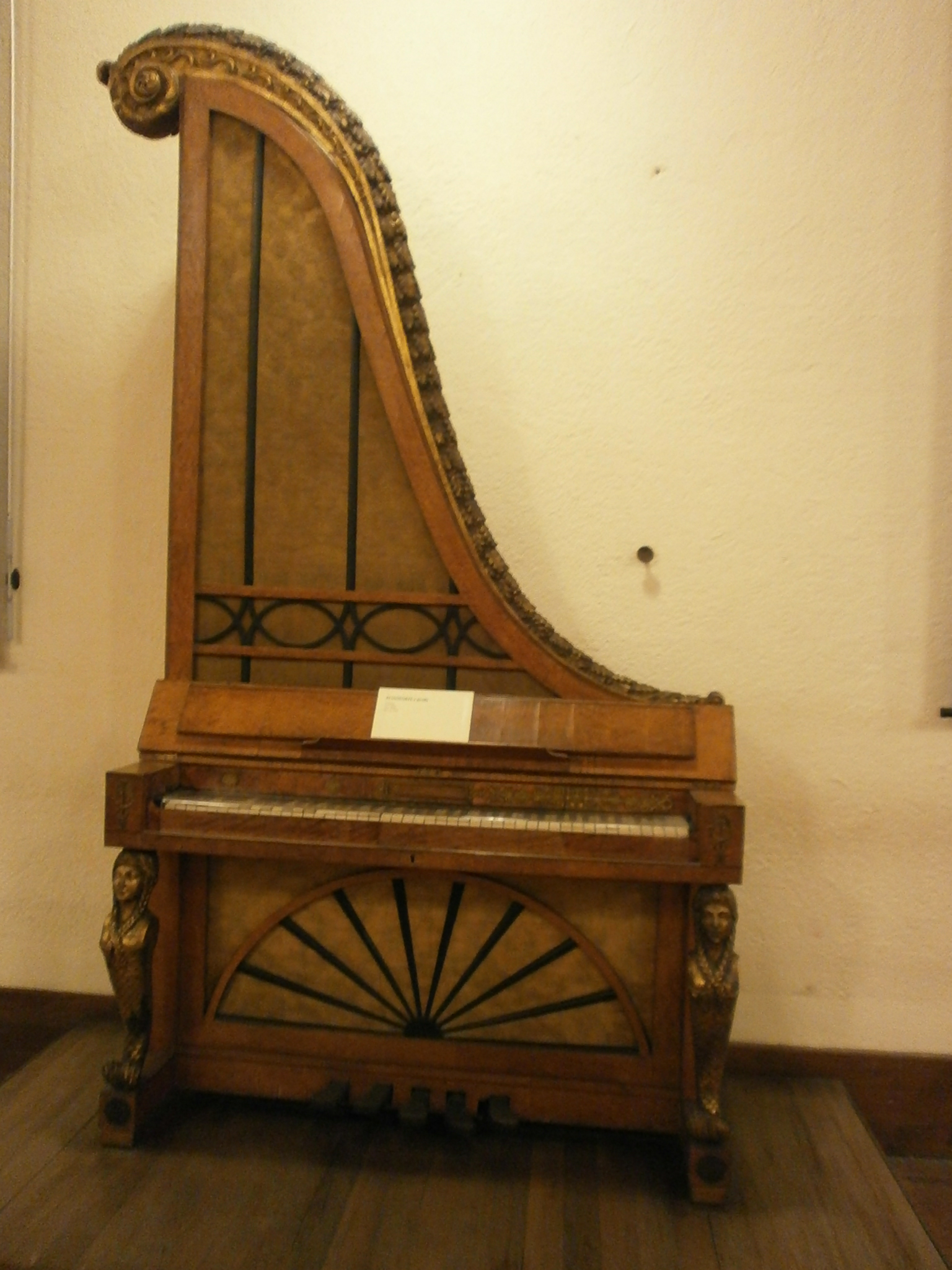
Pianoforte a giraffa, Vienna, XIX secolo.
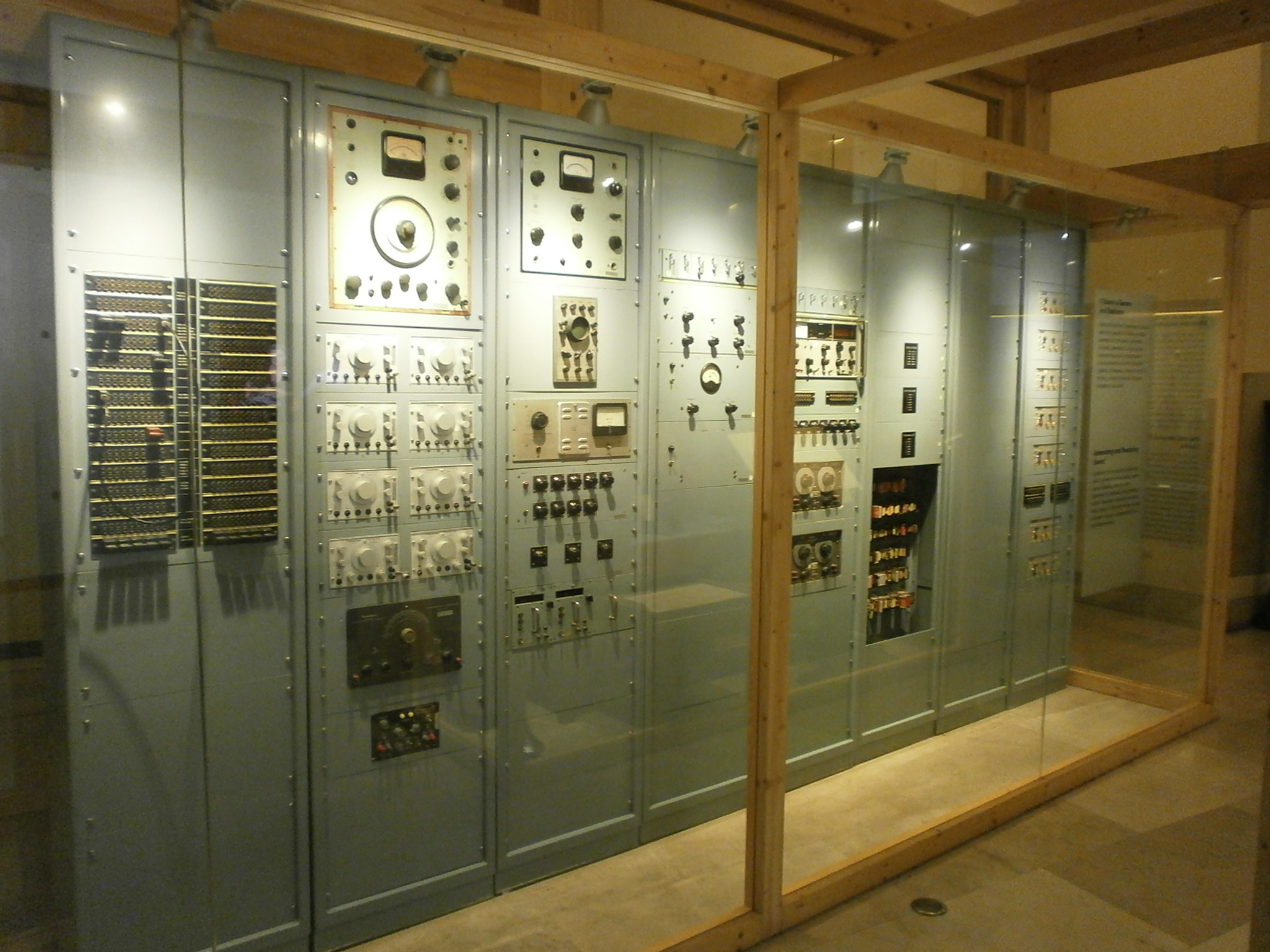
Studio di fonologia Rai.
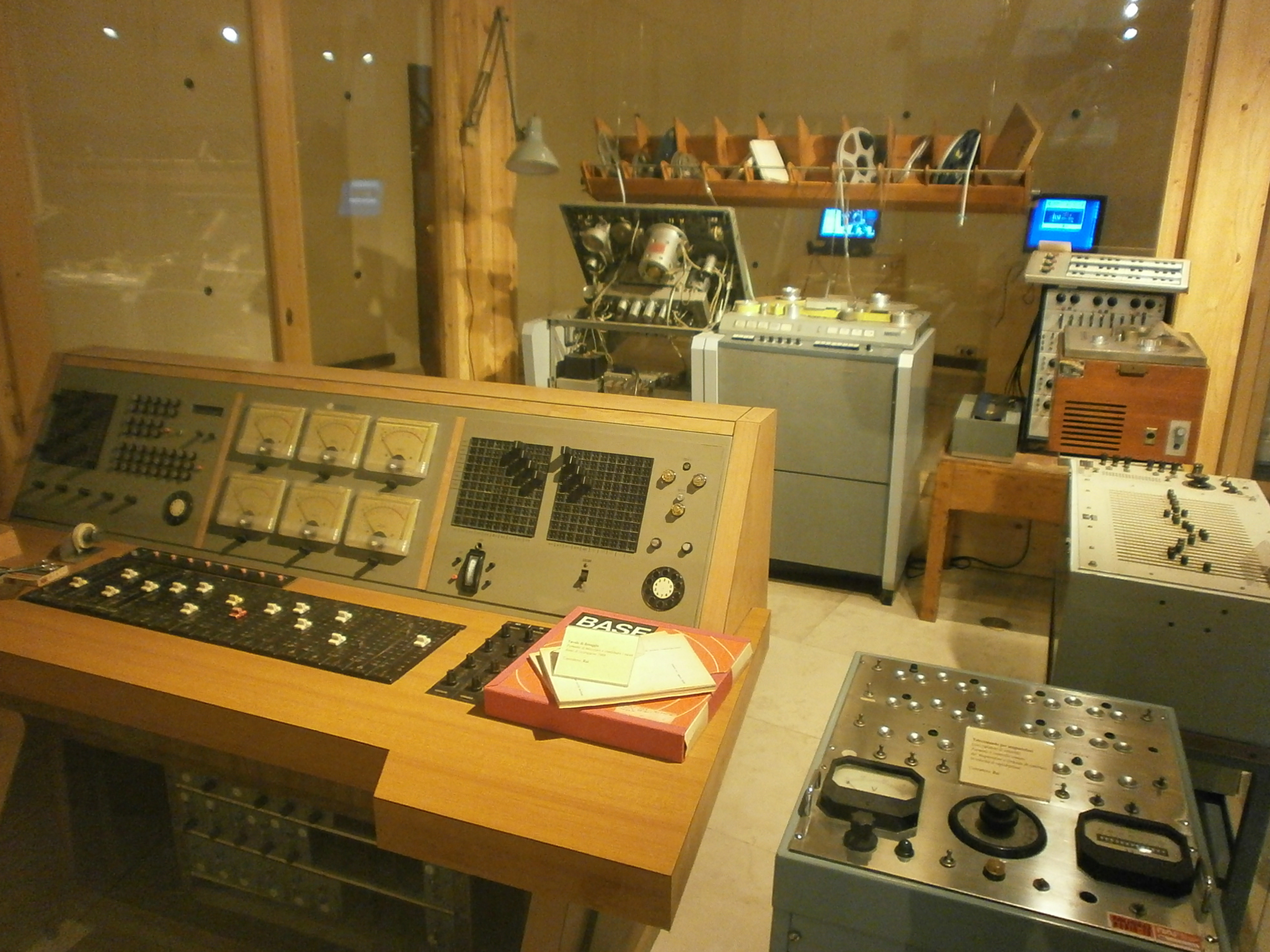
Studio di fonologia Rai.
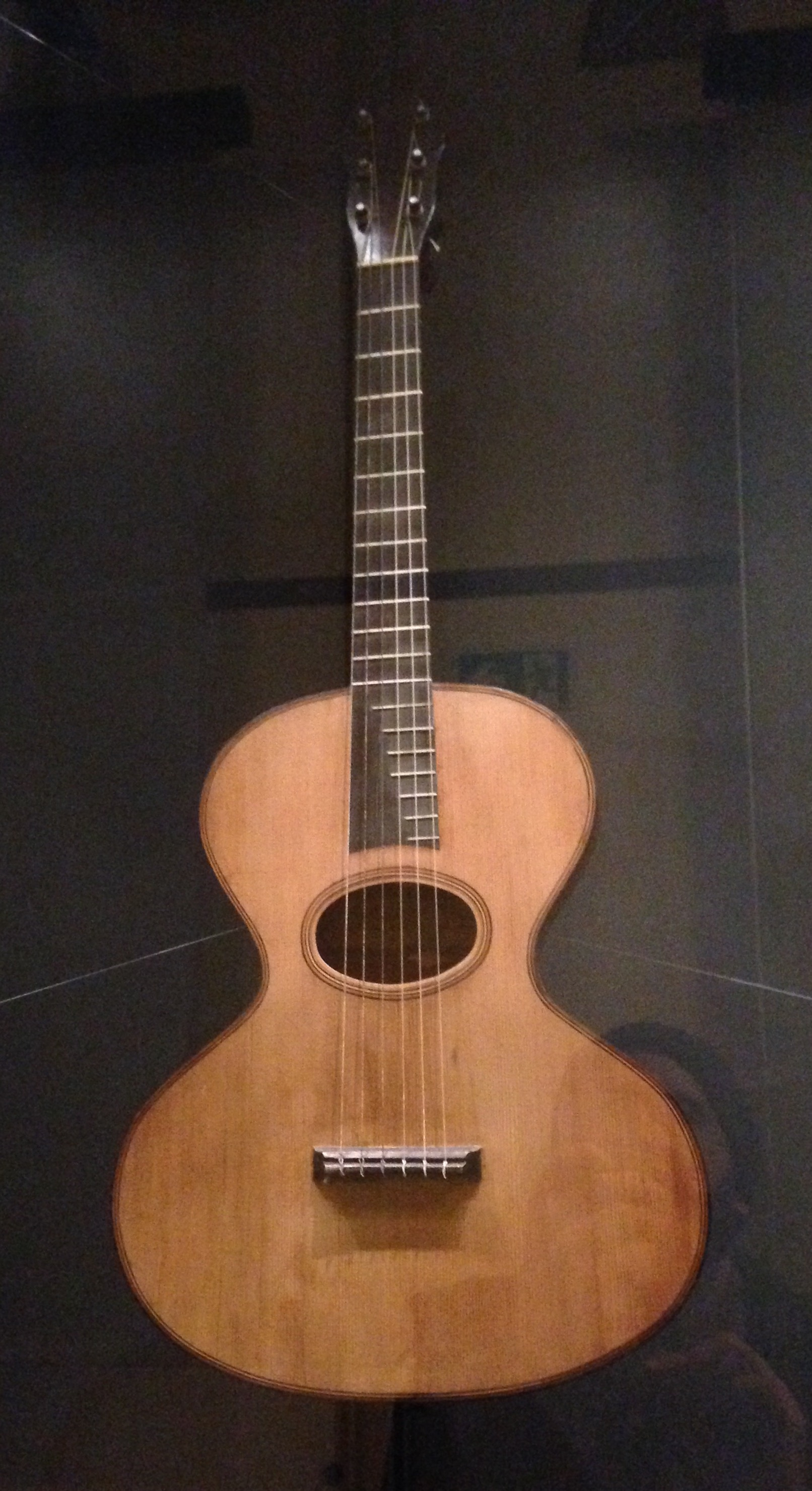
Chitarra Monzino
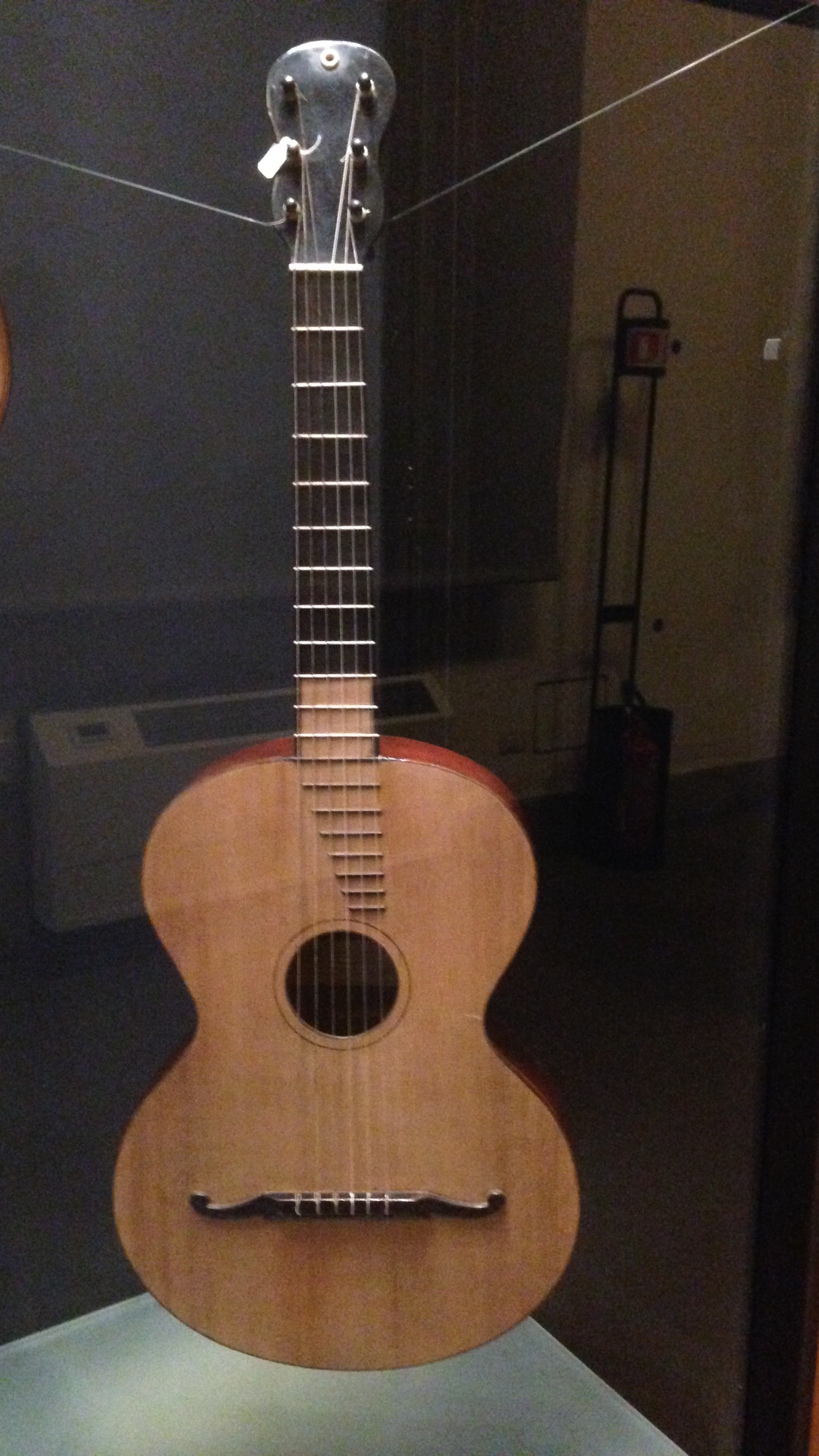
Chitarra Guadagnini
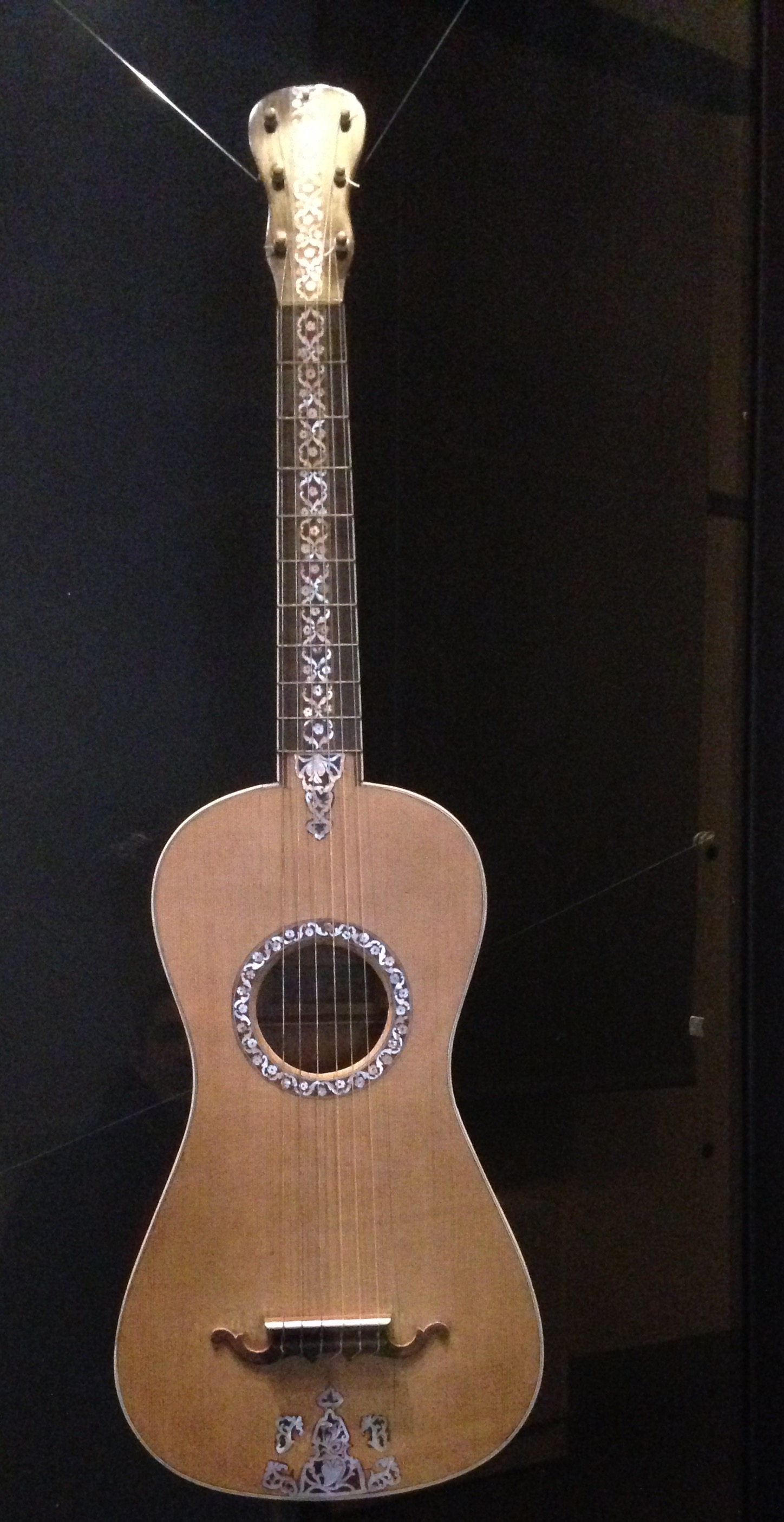
Chitarra sei corde Fabbricatore
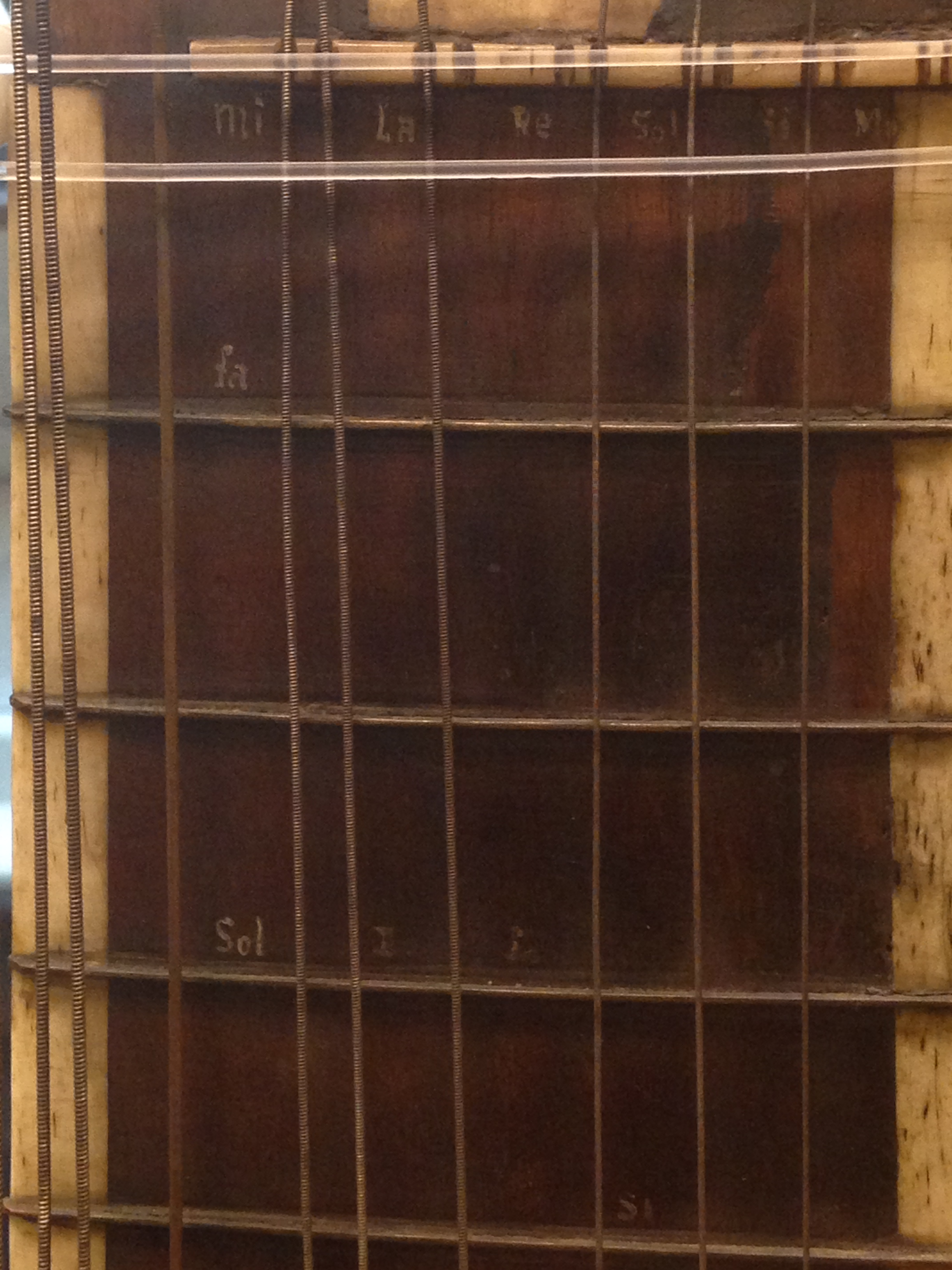
Particolare tastiera mandola